# KkStB 94 sorozat
A kkStB 94 sorozat egy  szertartályosgőzmozdony-sorozat volt a cs. kir. osztrák Államvasutaknál (k.k. österreichische Staatsbahnen, kkStB), amely mozdonyokat eredetileg a Bukovinai HÉV-ek (Bukowinaer Lokalbahnen, BLB) vásárolt.
Az ebbe a sorozatba tartozó mozdonyokat a Krauss/Linz szállította 1886 és 1889 között. A mozdonyokat a helyi forgalom gazdaságos kiszolgálása követelményeinek megfelelően tervezték. Ez elég jól sikerült, mivel viszonylag nagy darabszám készült belőlük. Egy részüket később nagyobb hengerátmérővel gyártották (lásd a táblázatban).
1918 után a mozdonyok nagy része a CFR-hez került, ahol nem kaptak új pályaszámokat. Egyedül a 94.52 került a BBÖ-höz melyet a DRB még 1938-ban átszámozott. Ám ezt már nem hajtották végre és 1940-ben selejtezték.

## Fordítás
- Ez a szócikk részben vagy egészben  a   kkStB 94 című német Wikipédia-szócikk ezen változatának fordításán alapul.  Az eredeti cikk szerkesztőit annak laptörténete sorolja fel. Ez a jelzés csupán a megfogalmazás eredetét és a szerzői jogokat jelzi, nem szolgál a cikkben szereplő információk forrásmegjelöléseként. Az eredeti szócikk forrásai szintén ott találhatóak.